# 回勅
回勅（かいちょく ラテン語：encyclica （単数形）encyclica）とは、カトリック教会の公文書のひとつ。ローマ教皇から全世界のカトリック教会の司教へあてられるかたちで書かれる文書で、道徳や教えの問題についての教皇の立場を示すものであるが、教義を決定するものではない。

## 概要
回勅は通常ラテン語で作成され、各国語の翻訳をつけて公布される。タイトルはラテン語本文の最初の数単語から採られる（このようなタイトルのつけ方をインキピットという）。
古代において、encyclicaeという言葉は司教の出す文書のことを指したが、7世紀以降教皇文書を指すようになった（日本語の回勅という訳語は、後者の意味でしか用いられない）。教皇の名前で出される文書には、回勅以外に、使徒的勧告、使徒的書簡などがある。

## 近代以降の重要な回勅
タイトルのあとに、タイトルの意味、発布された年、主な内容を示す。
- レオ13世
  - 『レールム・ノヴァールム』（新しきことがら、1891年)　カトリック教会が初めて社会問題に取り組んだ記念碑的回勅
- ピウス11世
  - 『クアドラジェジモ・アンノ（イタリア語版）』（40周年の記念に、1931年）　『レールム・ノヴァールム』40周年、社会問題について
  - 『ミット・ブレネンダー・ゾルゲ』　(燃えるがごとき憂慮をもって、1937年)　ナチズムとナチス・ドイツ体制における人種・民族・国家の神格化と非人道的行動を非難　（ラテン語ではなく、ドイツ語で正式版が書かれた珍しい回勅）
- ヨハネ23世
  - 『マーテル・エト・マジステラ（イタリア語版）』（母にして教師、1961年）　『レールム・ノヴァールム』70周年、社会問題について
  - 『パーチェム・イン・テリス』（地上の平和、1963年）　世界平和について
- パウロ6世
  - 『ポプロールム・プログレシオ（イタリア語版）』（諸民族の進展、1967年)　開発に伴う問題について
  - 『フマーネ・ヴィテ（イタリア語版）』（人間の生命、1968年）　産児調節について
- ヨハネ・パウロ2世
  - 『レデンプトーリス・マーテル（イタリア語版）』（救い主の母、1987年）　聖母マリアについて
  - 『ヴェリターティス・スプレンドール（イタリア語版）』（真理の輝き、1993年）　道徳倫理問題について　
  - 『エヴァンジェリウム・ヴィテ（イタリア語版）』（いのちの福音、1995年）　生命倫理について
- ベネディクト16世
  - 『デウス・カリタス・エスト（イタリア語版）』（神は愛、2005年）
  - 『スペ・サルビ（イタリア語版）』（希望による救い、2007年）　
  - 『カリタス・イン・ヴェルサーテ（イタリア語版）』（真理に根ざした愛、2009年）
- フランシスコ
  - 『ルーメン・フィデイ（イタリア語版）』（信仰の光、2013年）
  - 『ラウダート・シ（イタリア語版）』（ラウダート・シ――ともに暮らす家を大切に、2015年）[1]